# 2023-as Roland Garros
A 2023-as Roland Garros az év második tenisz Grand Slam-tornája, amelyet 122. alkalommal, 2023. május 28. és június 11. között rendeztek meg Párizsban. A selejtezőkre május 22-től került sor. A tornán bajnokot avattak férfi és női egyesben és párosban, vegyes párosban, valamint junior fiú és lány kategóriákban egyesben és párosban. A versenyprogram része a kerekesszékesek versenye is.
A Roland Garros az egyetlen salakpályás Grand Slam-torna. Díjalapja 2023-ban 49,6 millió euró, amely 13,7%-kal magasabb a 2022. évi díjalapnál.
A cím védője férfi egyesben a spanyol Rafael Nadal volt, aki ebben az évben sérülés miatt nem indult a tornán. A férfiak küzdelmét a szerb Novak Đoković nyerte, miután a döntőben 7–6(1), 6–3, 7–5 arányban győzött a norvég Casper Ruud ellen. Női egyesben az előző évben a lengyel Iga Świątek bizonyult a legjobbnak, és sikerült megvédenie a címét, ebben az évben a döntőben 6–2, 5–7, 6–4 arányban győzte le a cseh Karolína Muchovát.
A magyar versenyzők közül a tornán ebben az évben a férfiaknál Fucsovics Márton világranglista-helyezése alapján a főtáblán, míg Piros Zsombor és Marozsán Fábián a selejtezőben indulhatott, ahol Piros Zsombor az első, Marozsán Fábián a második körben esett ki. Fucsovics Márton a főtábla 2. körében a szerb Novak Đoković ellen maradt alul. A nőknél világranglista-helyezése alapján Jani Réka Luca a selejtezőben kezdhette meg a küzdelmeket, de a selejtező második körén nem jutott túl. Bondár Anna, Udvardy Panna és Gálfi Dalma a főtáblán indulhatott, és egyiküknek sem sikerült túljutnia az első fordulón. Női párosban a visszalépések következtében négy magyar is indulhatott, és hárman közülük, Gálfi Dalma, Udvardy Panna és Babos Tímea a második körig jutottak. Bondár Anna számára a negyeddöntőben ért véget a torna.

## Világranglistapontok
| Esemény      | Győztes | Döntős | Elődöntősök | Negyeddöntősök | 16 között | 32 között | 64 között | 128 között |
| Férfi egyéni | 2000    | 1200   | 720         | 360            | 180       | 90        | 45        | 10         |
| Férfi páros  | 1000    | 600    | 360         | 180            | 90        | 0         | —         | —          |
| Női egyéni   | 2000    | 1300   | 780         | 430            | 240       | 130       | 70        | 10         |
| Női páros    | 1000    | 650    | 390         | 215            | 120       | 10        | —         | —          |

## Pénzdíjazás
A torna összdíjazása 2023-ban 49,6 millió euró, amely 13,7%-kal magasabb a 2022. évi díjalapnál. A férfi és a női egyéni győztesnek fejenként 2 300 000 euró jár.
| Esemény              | Győztes     | Döntős      | Elődöntősök | Negyeddöntősök | 16 között | 32 között | 64 között | 128 között | Q3 | Q2 | Q1 |
| Egyéni               | 2 300 000 € | 1 150 000 € | 630 000 €   | 400 000 €      | 240 000 € | 142 000 € | 97 000 €  | 69 000 €   |    |    |    |
| Páros (csapatonként) | 590 000 €   | 295 000 €   | 148 000 €   | 80 000 €       | 43 000 €  | 27 000 €  | 17 000 €  | –          | –  | –  | –  |

## Eredmények

### Férfi egyes
- Novak Djokovic– Casper Ruud, 7–6(1), 6–3, 7–5

### Női egyes
- Iga Świątek– Karolína Muchová, 6–2, 5–7, 6–4

### Férfi páros
- Ivan Dodig /  Austin Krajicek– Sander Gillé /  Joran Vliegen, 6–3, 6–1

### Női páros
- Hszie Su-vej /  Vang Hszin-jü– Leylah Fernandez/  Taylor Townsend 1–6, 7–6(5), 6–1

### Vegyes páros
- Kato Miju /  Tim Pütz– Bianca Andreescu /  Michael Venus, 4–6, 6–4, [10–6]

Juniorok

### Fiú egyéni
- Dino Prižmić– Juan Carlos Prado Ángelo, 6–1, 6–4

### Lány egyéni
- Alina Kornyejeva– Lucciana Pérez Alarcón, 7–6(4), 6–3

### Fiú páros
- Jaroszlav Gyomin /  Rodrigo Pacheco Méndez– Lorenzo Sciahbasi /  Gabriele Vulpitta, 6–2, 6–3

### Lány páros
- Tyra Caterina Grant /  Clervie Ngounoue– Alina Kornyejeva /  Sara Saito, 6–3, 6–2